# Experimentarium
Experimentarium er et science center beliggende i Hellerup, der blev etableret i 1991. Udstillingen inkluderer en række ting, som besøgende kan prøve bl.a. i form af forskellige fysikforsøg, og tilbyder også shows hvor naturvidenskabelige fænomener bliver demonstreret for publikum. Med over 220.000 besøgende i 2021 er det blandt de mest besøgte danske turistattraktioner.
Experimentarium er et af det statsstøttede videnspædagogiske aktivitetscentre.

## Historie
Experimentarium åbnede den 9. januar 1991 i Hellerup. Den 26. januar 2017 genåbnede Experimentarium efter en omfattende ud- og ombygning. Det nye Experimentarium er tegnet af det danske arkitektfirma CEBRA.
Experimentarium viser i interaktive udstillingsuniverser forskellige grene af naturvidenskab og teknologi. Publikum bliver integreret ved at kunne afprøve mange af tingene på egen krop som f.eks. fysiske fænomener. Derudover vises skiftende udstillinger, der baserer sig på forskellige temaer.
I 2014 påbegyndtes renoveringen af udstillingshallen i Hellerup efter en massiv fundraising til projektet. 
Derfor flyttede Experimentarium midlertidigt væk fra Hellerup i to et halvt år og ind i hjertet af København i det gamle papirlager på øen Christiansholm. På grund af de mindre forhold, var det dog ikke muligt at flytte alle udstillingerne med.
I juli 2014 skiftede Experimentarium direktør, da Kim Gladstone Herlev overtog stillingen som administrerende direktør efter den første direktør, Asger Høeg.
Science centret nåede at have åbent på Papirøen under navnet Experimentarium City fra den 7. februar 2014 til 16. maj 2016, hvor det lukkede igen. Nu kan Experimentarium igen besøges på den velkendte adresse i Tuborg Havn i Hellerup. 
Den 27. april 2015 hærgede en voldsom brand ombygningen af Experimentarium på Tuborg Havnevej. Om- og udbygningen er imidlertid færdig, og Experimentarium genåbnede i januar 2017.

## Ledelse
- 1991-2014: Asger Høeg
- 2014-nu: Kim Gladstone Herlev

## Hæder
- 2005: MIA-prisen i kategorien mellemstor virksomhed[7]
- 2015: Spisestedet Madkastellet på Experimentarium modtog Best Catering Experience ved MPI Award[8]
- 2017: Spisestedet Madkastellet på Experimentarium blev nomineret til Årets Catering Leverandør af møde- og eventbranchen